# Čaga
Čaga ili brezova gljiva (lat. Inonotus obliquus) ljekovita je gljiva iz porodice Hymenochaetaceae. Raste kao parazit na brezi i drugom drveću, najčešće u cirkumborealnim brezovim šumama Sibira, sjevera SAD i Kanade. Nađe se i u Hrvatskoj, premda nije česta. Gljiva sliči na komad izgorjelog drveta, no tu se ne radi o tijelu gljive već o sklerociju ili masi micelija crne boje zbog velike količine melanina.

## Sastav
Gljiva sadrži vrlo velike količine oksalata, 2800 – 11 200 mg sveukupno na 100 g sklerocija. Pored  melanina nađeni su i betulinska kiselina te inotodiol. Sastojci čage po ruskim su izvorima:
- Huminski pigmenti tipa melanina, koji su dobili naziv čagina kiselina. Antioksidantna svojstva čage postoje upravo zbog visoke koncentracije melanina, koji štite organizam od oštećenja DNK-a. Melanini su univerzalni zaštitnici od utjecaja kancerogenih i mutagenih faktora.[2][3]

- Flavonoidi, uključujući kvercitin[4]

- Derivati pirokatehina.[5]

- Steroidne tvari (ergosterol) i tetraciklični triterpeni – lanosterol i inotodiol. Inotodiol pokazuje antiblastičku aktivnost.[6]

- Pterini, koji su temelj njena citostatičkg djelovanja; oni pojačavaju citostatičku aktivnost preparata protiv raka, sprječavaju rast tumora, izazivaju njegovo povlačenje i usporavaju razvoj metastaza[7]

- Lingin[8]

- Polisaharidi[9]

- Fitolektini[10]

- Organske kiseline (oksalna, acetatna, mravlja, vanilinska, siringinska, n-oksibenzojeva).[11]

- Makroelementi (mg/gr): K 41,70 / Ca 3,50 /Mg 1,90/Fe 0,02[12]

- Mikroelementi (mkg/gr): Mn 53,40 / Cu 3,28/Zn 28,40 / Al 7,04  / / Ba 1,12 /Se 0,02 /Ni 0,48 / Sr 6,56 / Pb 0,40 / B 27,60[12]

## Ljekovitost
Protiv raka se ova gljiva koristi u narodnoj medicini u Rusiji i sjevernoeuropskim zemljama (Finska, Poljska, baltičke države), od 15. stoljeća. Također se koristi i u Kini, Južnoj Koreji i Japanu. Dokumentirano je i da su  gljivu koristila i neka indijanska plemena na sjeveru Kanade. Potiče imunosni sustav te djeluje protuupalno i štiti jetru. Jedini službeno priznati preparat na bazi čage je ruski Befungin (patentiran 1990.). Po predaji čagom se od raka na usnama izliječio i veliki kijevski knez Vladimir II. Monomah (26. svibnja 1053. – 19. svibnja 1125.). Čaga je postala svjetski poznata nakon što je o njoj pisao ruski književnik Aleksandar Solženjicin u romanu Odjel za rak iz 1968. godine (pisac nije za liječenje koristio samo čagu već i akonitnu tinkturu, prethodno je prošao terapiju zračenjem te kirurški tretman). Znanstvena  istraživanja čage počela su pedesetih godina prošlog stoljeća u Sovjetskom savezu, te od sredine pedesetih čaga tamo biva uvedena u službeno podržanu primjenu. Krajem pedesetih u Sovjetskom savezu objavljuje se i prva monografija posvećena primjeni čage kod liječenja tumora. Novija ruska literatura o čagi kao izrazito djelotvorne navodi i južnokorejske te kazahstanske varijetete gljive. Zbog velike količine oksalata gljivu treba koristiti oprezno, uz povremene prekide uzimanja. Najnovija su  ruska ispitivanja pokazala i učinkovitost djelovanja čage na virus SARS-CoV-2. Sukladno ruskim i drugim znanstvenim izvorima čaga osim antitumoralnog ima sljedeća djelovanja:
- antioksidivno[19]

- adaptogeno[20]

- antimutageno[21]

- antibiotsko[22]

- imunomodulatorno[23]

- hipoglikemijsko[24]

- spazmolitičko[25]

- diuretičko[26]

- baktericidno.[27]

- protuupalno[28]

- antivirusno[29]

## Priprema
Najčešće se koristi kao čaj te tinktura gljive močene u alkoholu, postupak fermentacije se rjeđe koristi. Sukladno ruskim izvorima može se koristiti i ultrazvuk, primjena istog  poboljšava ekstrakciju aktivnih tvari. Obrada visokofrekventnom kapacitativnom plazmom također se može koristiti, sukladno recentnim ruskim istraživanjima.

### Knjige
- Булатов, П.К., Березина, М.П. и  Якимов, П.А. Чага, её свойства и применение при раке IV стадии. Чага и её лечебное применение. Л.: Медгиз, 1959.

- Романова Г. Целительная чага. Лечение рака, язвы и других заболеваний. С.-Пб., 2001.

- Wolfe,D. Chaga - King of the Medicinal Mushrooms,Berkeley 2012.

- Filippova, I.A  Čaga - grib sensacia,Sankt Peterburg 2014.

### Periodika
- E. V. Lovyagina, A. N. Shivrina, E. G. Platonova, Chaga and Its Use for the Treatment of Stage IV Cancer [in Russian], Medgiz, Leningrad (1959), pp. 62–71.

- Balandaykin M. E., Zmitrovich I. V. Review on Chaga medicinal mushroom, Inonotus obliquus (higher basidiomycetes): realm of medicinal applications and approaches on estimating its resource potential — International Journal of Medicinal Mushrooms. 2015. Vol. 17, N 2. P. 95-104.

- Cui Y., Kim D. S., Park K. C. Antioxidant effects of Inonotus obliquus // J Ethnopharmacol. — 2005. — 96 (1-2). — P. 79—85. — ISSN: 0378-8741

- Kim J., Yang S.C., Hwang A.Y. et al. Composition of Triterpenoids in Inonotus obliquus and Their Anti-Proliferative Activity on Cancer Cell Lines. Molecules. 2020; 25 (18): 4066. DOI: 10.3390/molecules25184066

- Kuriyama I., Nakajima Y., Nishida H. et al. Inhibitory effects of low molecular weight polyphenolics from Inonotus obliquus on human DNA topoisomerase activity and cancer cell proliferation. Mol Med Rep. 2013; 8 (2): 535–42. DOI:10.3892/mmr.2013.1547

- Патент №2548767 C1 Российская Федерация, МПК A61K 36/06, B01D 11/02. Способ получения препарата Бефунгин из березового гриба чага: №2014110610/15 : заявл. 19.03.2014 : опубл. 20.04.2015 / Т. Ш. Ханнанов, А. Н. Анисимов, И. З. Гатин [и др.].

- Fenqin Zhao, Guiyang Xia, Lixia Chen, Junli Zhao, Zhanfang Xie, Feng Qiu, Guang Han: Chemical constituents from Inonotus obliquus and their antitumor activities. In: Journal of Natural Medicines. Band 70, Nr. 4, 2016, S. 721–730, doi:10.1007/s11418-016-1002-4.

- Кузнецова О.Ю. Обзор современных препаратов с биологически активными композициями березового гриба чага. Разработка и регистрация лекарственных средств. 2016; 1 (14): 128–41.

- Yana Song, Jing Hui, Wei Kou, Ru Xin, Fei Jia, Ning Wang, Fengqing Hu, Huili Zhang, Hongsheng Liu: Identification of Inonotus obliquus and Analysis of Antioxidation and Antitumor Activities of Polysaccharides. In: Current Microbiology. Band 57, 2008, S. 454, doi:10.1007/s00284-008-9233-6.

- Усольцева О.Н. Эффективные природные средства Био Чага и Био дигидрокверцетин для безопасной помощи организму на всех стадиях вирусной инфекции COVID-19. Медицинская сестра. 2022; 2: 20–2.

- Дедов Д.В., Усольцева О.Н. Березовый гриб чага: противовоспалительное, антиоксидантное, иммуномодулирующее, противовирусное действие и возможности применения российского препарата БиоЧага у больных COVID-19. Врач. 2022; 8: 85–7.

## Vanjske poveznice
|  | Zajednički poslužitelj ima još gradiva o temi Inonotus obliquus |
|  | Wikivrste imaju podatke o taksonu Inonotus                      |

- Chaga Mushroom. Memorial Sloan Kettering Cancer Center (engleski). 20. veljače 2023. Pristupljeno 5. rujna 2023.